# Ireland (Bedfordshire)
Pour les articles homonymes, voir Ireland.
Ireland est un hameau d'Angleterre situé dans le Central Bedfordshire. Il fait partie de la paroisse civile de Southill,.
Au XVIe siècle, le hameau portait le nom d'Inlonde.